# St. Leonhard am Hornerwald
St. Leonhard am Hornerwald, Sankt Leonhard am Hornerwald – gmina targowa w Austrii, w kraju związkowym Dolna Austria, w powiecie Krems-Land. Według Austriackiego Urzędu Statystycznego liczyła 1 134 mieszkańców (1 stycznia 2014).